# Diocesi di Limeira
La diocesi di Limeira (in latino: Dioecesis Limeirensis) è una sede della Chiesa cattolica in Brasile suffraganea dell'arcidiocesi di Campinas. Nel 2021 contava 715.778 battezzati su 1.255.752 abitanti. È retta dal vescovo José Roberto Fortes Palau.

## Territorio

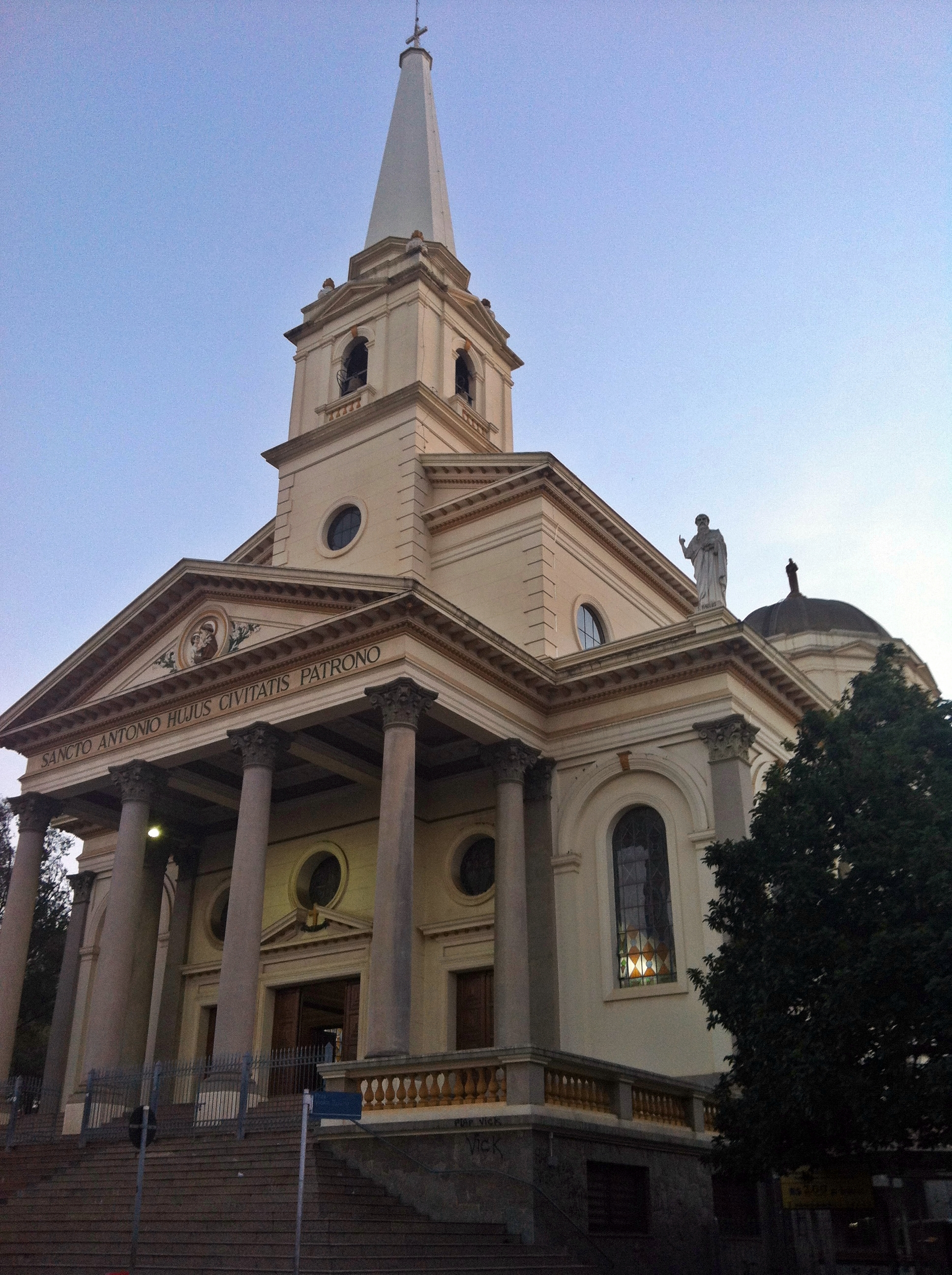
La basilica minore di Sant'Antonio da Padova di Americana.

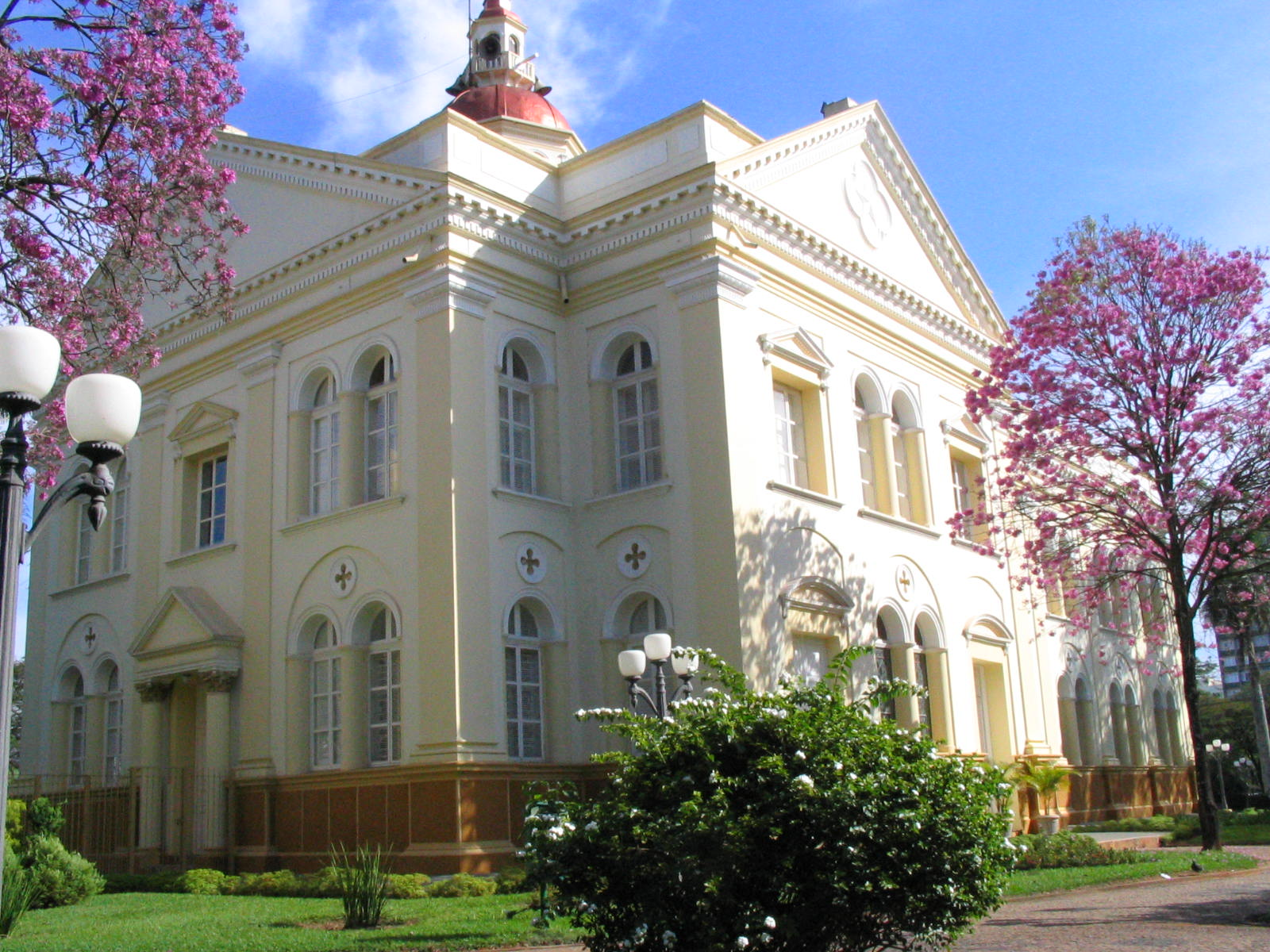
La basilica minore di Nostra Signora del Patrocinio di Araras.

La diocesi comprende 16 comuni nella parte centro-orientale dello stato brasiliano di San Paolo: Analândia, Descalvado, Pirassununga, Porto Ferreira, Araras, Leme, Santa Cruz da Conceição, Cordeirópolis, Limeira, Iracemápolis, Americana, Nova Odessa, Artur Nogueira, Cosmópolis, Conchal e Engenheiro Coelho.
Sede vescovile è la città di Limeira, dove si trova la cattedrale della Vergine dei Sette Dolori (Nossa Senhora das Dores). Ad Araras e ad Americana sorgono due basiliche minori, Nostra Signora del Patrocinio e Sant'Antonio da Padova.
Il territorio si estende su una superficie di 4.915 km² ed è suddiviso in 99 parrocchie, raggruppate in 5 regioni pastorali: Norte, Centro-Norte, Centro, Sul e Leste.

## Storia
La diocesi è stata eretta il 29 aprile 1976 con la bolla De superna animarum di papa Paolo VI, ricavandone il territorio dall'arcidiocesi di Campinas e dalla diocesi di Piracicaba.
Il 13 gennaio 1987, con la lettera apostolica Constat Beatam, papa Giovanni Paolo II ha confermato la Beata Maria Vergine, nota con il titolo di Nossa Senhora das Dores, patrona della diocesi.
Il 23 dicembre 1997 ha ceduto una porzione del suo territorio a vantaggio dell'erezione della diocesi di Amparo.

## Cronotassi dei vescovi
Si omettono i periodi di sede vacante non superiori ai 2 anni o non storicamente accertati.
- Aloísio Ariovaldo (Tarcísio) Amaral, C.SS.R. † (29 aprile 1976 - 14 aprile 1984 nominato vescovo di Campanha)
- Fernando Legal, S.D.B. † (25 aprile 1985 - 15 marzo 1989 nominato vescovo di São Miguel Paulista)
- Ercílio Turco † (18 novembre 1989 - 24 aprile 2002 nominato vescovo di Osasco)
- Augusto José Zini Filho † (22 gennaio 2003 - 16 novembre 2006 deceduto)
- Vilson Dias de Oliveira, D.C. (13 giugno 2007 - 17 maggio 2019 dimesso)
  - Orlando Brandes (17 maggio 2019 - 20 novembre 2019) (amministratore apostolico)
- José Roberto Fortes Palau, dal 20 novembre 2019

## Statistiche
La diocesi nel 2021 su una popolazione di 1.255.752 persone contava 715.778 battezzati, corrispondenti al 57,0% del totale.
| anno | popolazione | popolazione | popolazione | presbiteri | presbiteri | presbiteri | presbiteri                | diaconi | religiosi | religiosi | parrocchie |
| anno | battezzati  | totale      | %           | numero     | secolari   | regolari   | battezzati per presbitero | diaconi | uomini    | donne     | parrocchie |
| ---- | ----------- | ----------- | ----------- | ---------- | ---------- | ---------- | ------------------------- | ------- | --------- | --------- | ---------- |
| 1976 | 356.494     | 455.000     | 78,4        | 49         | 28         | 21         | 7.275                     |         |           | 169       | 37         |
| 1980 | 410.000     | 512.500     | 80,0        | 55         | 28         | 27         | 7.454                     | 1       | 35        | 134       | 38         |
| 1990 | 655.000     | 702.000     | 93,3        | 72         | 47         | 25         | 9.097                     | 1       | 28        | 98        | 48         |
| 1999 | 1.010.000   | 1.325.000   | 76,2        | 89         | 65         | 24         | 11.348                    |         | 31        | 109       | 53         |
| 2000 | 1.010.000   | 1.325.000   | 76,2        | 85         | 61         | 24         | 11.882                    |         | 25        | 108       | 53         |
| 2001 | 1.010.000   | 1.325.000   | 76,2        | 83         | 63         | 20         | 12.168                    |         | 27        | 133       | 53         |
| 2002 | 1.100.000   | 1.135.000   | 96,9        | 79         | 58         | 21         | 13.924                    |         | 31        | 143       | 52         |
| 2003 | 1.100.000   | 1.235.000   | 89,1        | 85         | 64         | 21         | 12.941                    |         | 33        | 143       | 52         |
| 2004 | 632.706     | 949.059     | 66,7        | 83         | 61         | 22         | 7.622                     |         | 33        | 132       | 53         |
| 2013 | 638.000     | 953.000     | 66,9        | 120        | 99         | 21         | 5.316                     | 12      | 28        | 114       | 78         |
| 2016 | 654.000     | 1.190.787   | 54,9        | 120        | 102        | 18         | 5.450                     | 23      | 25        | 107       | 86         |
| 2019 | 674.770     | 1.230.761   | 54,8        | 122        | 108        | 14         | 5.530                     | 23      | 15        | 88        | 97         |
| 2021 | 715.778     | 1.255.752   | 57,0        | 112        | 101        | 11         | 6.390                     | 23      | 12        | 63        | 99         |